# Setovci
 Setovci  byli gnostickou skupinou, která působila ve 2.–4. století n. l. na území římské říše.

## Termín setovská gnóze a setovci
Setovská gnóze je souhrnným badatelským označením pro určitý soubor gnostických textů, které se vyznačují podobnými myšlenkami, tematikou, mytologií a určujícími znaky, a tvoří součást gnostické knihovny (koptsky psaných textů) nalezené roku 1945 v blízkosti dnešního městečka Nag Hammádí v Egyptě.
Právě díky těmto společným rysům se předpokládá existence gnostické skupiny nebo skupin –  setovců, které vyznávaly setovskou gnózi a které tyto texty vytvořily a užívaly. Tyto komunity působily pravděpodobně v rozmezí 2. a 4. století a odvolávaly se na postavu biblického Seta, za jehož potomky se její členové označovali. Inspirovali se jinými náboženskými a myšlenkovými systémy, především judaismem, ovlivnil je také platonismus a křesťanství. Vliv setovské gnóze se následně šířil po celém Středomoří.
Tato nejčastěji používaná definice setovců, jako gnostické skupiny, je však z hlediska současného vědeckého bádání poměrně nepřesná. Dnes již totiž není možné zjistit a rozhodnout, zda setovské hnutí tvořilo jednotný a jasně vymezený gnostický proud a zda toto hnutí vůbec existovalo a nejedná se tak o pouhý badatelský konstrukt.
Samotný gnosticismus, tedy obecně nábožensko-filozofický a sociální proud, který se utvářel a působil v 1. stol. n. l. v antickém starověku, totiž nebyl jednotným a jasně vymezeným směrem. Přesnější je spíše označení tohoto pojmu jako souhrnu mnoha myšlenkových názorů, hnutí a škol s podobnými základními znaky, ale často také velmi odlišnými rysy a mytologií. Za nejvýznamnější gnostické školy či velké gnostické systémy jsou pak spolu s valentinovskou gnózí považováni právě setovci.
K setovské gnózi však nepatří jen texty gnostické knihovny z Nag Hammádí, ale i skupiny a díla zmíněná u některých křesťanských herezilogů, které až donedávna představovaly jediný pramen a informační zdroj o gnostických skupinách a gnózi vůbec.

## Prameny o setovcích
První zmínky o setovské gnózi pocházejí z textů křesťanských hereziologů. Ačkoli se gnóze vyvíjela nezávisle na křesťanství, některé gnostické skupiny či proudy vznikaly a působily v době vzniku a formování raných křesťanství. Pro křesťany tak gnóze představovala konkurenci vlastní církve a byla dlouho považovaná na heretickou odnož křesťanské teologie. Zatímco příslušníci některých skupin se patrně označovali jako  gnostikoi, jiní toto označení odmítali a považovali se za pravé křesťany. Takovouto „křesťansko-gnostickou“ skupinou byli právě setovci.
Prvním křesťanským autorem, který se zmiňuje o setovcích, je Hippolyt Římský. Napsal několik spisů a polemik, v nichž se jejich učením částečně zabývá. Ve spise  Refutatio omnium haeresium  (Vyvrácení všech herezí; V.19-22, X.11) hovoří o komplexním systému, který je založený na prominentní roli Seta a také na interakci principů světa, tmy a ducha, které mají původ u antických fyziků, filozofů a teologů, jakými byli Músaios, Linus a Orfeus. Ve spise však mluví také o určité skupině setovců, pro kterou osoba Seta nemá téměř žádný význam. Na základě analýzy Hippolytových děl se Winrich Löhr domnívá, že Hippolytos spatřoval v projevech jednotlivých gnostických (setovských) herezí vzájemné významné a nezanedbatelné paralely.
O setovcích se ve spise  Adversus omnes haereses  (Proti všem herezím; II.7) zmiňuje také Pseudo-Tertullianus. Nastiňuje však setovské učení odlišné od Hippolytova popisu. Obdobně setovce popisuje i Epifanios ze Salamíny (Panarion  neboli  Lékárnička; 39) a Filastrius z Brescie (Diversarum haereseon liber  čili  Kniha různých herezí; 3).
Dalším hereziologem, který se zmiňuje o skupině heretiků, která se nazývá setovci, byl Órigenés. Epifanios ze Salamíny zase vzpomíná, že se setkal se skupinou setovců v Egyptě a získal nějaké poznatky z jejich literatury, píše o sedmi setovských knihách. Mluví i o setovcích palestinských a také arménských, kteří byli zhruba 50 let před jeho příchodem rozšířeni po celé Arménii. Pseudo-Tertullianus společně s Epifaniem pak popisují některé znaky setovců, zmiňují například demiurga Jaldabaótha.
V souvislosti s postavou Barbeló (jeden z typických znaků setovské gnóze) a Tajnou knihou Janovou se setovská problematika objevuje i ve spise Éirénaia Lyonského Adversus Haereses (Proti herezím; I.29-30.9). Tato zpráva se však týkala nikoli setovců, ale tzv. barbelognostiků, kteří buďto tvořili samostatnou gnostickou skupinu nebo byli následovníky setovců inovující jejich ideje prostřednictvím nových motivů. Zmínil se také o ofitech. Theodoretos z Kyrrhu pak prostřednictvím spisu Graecarum Affectionum Curatio (Lék řeckých neduhů; I.30) identifikoval setovce právě jako ofity.

## Znaky setovské gnóze
Pro setovce je typická celá řada základních znaků, charakterizujících gnózi obecně: ústřední roli hraje poznání (gnóze), které je nezbytné pro pochopení světa a pro spásu. Základem poznání je uvědomění si božské podstaty a původu člověka, jakési „božské jiskry“ a návrat k ní a samotnému nejvyššímu Bohu. Zjevení je zprostředkováno prostředníkem – Spasitelem (božstvem či mytologickou nebo historickou postavou). Neopomenutelné je dualistické vnímání světa, v němž figuruje dualismus dobra a zla, světla a tmy, hmoty (materiálno – zlo, nižší svět) a duchovna (kosmos – dobro a poznání, vyšší svět) i rozpor uvnitř samotného člověka.
Badatel Hans-Martin Schenke pak definoval čtrnáct hlavních společných rysů, kterými se soubor všech textů setovské gnóze vyznačuje. Tyto texty pak nazývá „setovským korpusem“.
Hlavním určujícím znakem setovské gnóze jsou kosmogonická či mytologická vyprávění a spekulace, které se zabývají nebo alespoň souvisí s postavou Seta, třetího syna biblického Adama a Evy.
Setovci sami sebe nazývali „potomky Setovými“ (stejně tak tuto gnostickou skupinu později označili badatelé), považovali se za vyvolené a odvolávali se na zjevení a poznání, které jim Set zprostředkoval. Set většinou vystupuje jako domnělý předek a praotec komunity gnostiků (jeho duchovních potomků). Set je dále pokládán za Spasitele, který svým (duchovním) potomkům, gnostikům, přinesl poznání a zjevil jim cestu k osvobození.
Charakteristické pro setovskou gnózi je častý výskyt filozofické terminologie a pojmů, známých z antické filozofie a především užívání negativní teologie. Vše začíná od jedné, perfektní a dokonalé entity (či principu) – nejvyššího boha, který je však záhadný, neviditelný a nepoznatelný. Ten dále emanuje do jiných (nižších) entit a božstev.
Prvotní (emanovanou) božskou trojici tvoří Otec, Matka (nazývaná také Barbeló) a Syn označovaný jako Autogenés („nezrozený“) či Adamas, otec Seta. Druhá trojice bytostí se podobá první trojici, tímto způsobem pak emanace postupují. Adamas je někdy nazýván titulem Pigeradamas nebo Deradams. Texty kladou důraz na rituál pěti pečetí, který přichází mezi jednotlivými emanacemi a má pro vznik dalších bytostí velký význam. Stvořitel vytvoří čtyři věčné říše – věky neboli aióny. Zrodí se také andělé, kteří opěvují předchozí božské bytosti.
Autogenés pak tvoří čtyři světelné bytosti zrozené emanací, které se nazývají Harmozel, Oroaiel, Daveiteh a Eleléth. Jedná se o čtyři světla či světelné bytosti, které ovládají jednotlivé aióny. Významnou roli v některých setovských systémech hraje také ženská postava ztělesněné Moudrosti, Sofie. Ta je v některých spisech ztotožňovaná s ženským božským principem Barbeló. Setovské učení bylo spojeno také s postavou Božstvo člověk.
Postupně dochází k celé sérii emanací Nejvyššího, kdy se jeho podstata spontánně rozšiřuje do mnoha po sobě jdoucích generací párových, mužských a ženských bytostí (aéonů). Samotné božství je tak plně jednotné, ale zároveň plné hojnosti.
Jak již bylo řečeno, hlavním poselstvím gnóze je dosažení spásy a vzestup do božského světa. V setovských textech spása přichází skrze tři sestupy spasitele, kterými jsou vyznačeny dějiny spásy. A také skrze tři kritická období, která ohraničují kataklyzmatické události – potopa, oheň a poslední soud. V dosažení spásy navíc lidem brání demiurg, stvořitel hmotného světa a zlá nižší božská bytost, která se obvykle jmenuje Jaldabaóth a má podobu hada (tělo) s tváří lva. Přezdívá se jí také Saklas či Samael. To jsou další jednotící znaky setovců.
Texty se vyznačují i četnými zmínkami o praktikování extatické modlitby. V průběhu modlitby se vyluzují písmena řecké abecedy, která fungují jako heslo k průchodu přes planetární sféry, jako je sestup emanací, ale také výstup duše do pléromatu. Tato symbolika pak vytváří jistou spojitost setovské gnóze s platonismem.
Některé ze setovských textů se vyznačují sekundárním pokřesťanštěním. To je patrné z křesťanské terminologie, zapojení motivů či vložením dodatečných vsuvek, bez kterých text stále dává smysl. Vliv křesťanství se projevil například gnostickým vnímáním Ježíše, který je podle setovců potomkem či samotným vtělením Seta, který se vrátil na svět, aby přinesl spásu. Gnostici přijali motiv zdánlivého Kristova utrpení a o Kristu v textech mluvili jako o vzkříšeném a vyvýšeném nebeském vládci. Ten navíc po svém ukřižování neměl fyzické, ale nemateriální tělo, což věděli jen vybraní (setovci).
Většina textů rovněž obsahuje narážky na rituální praktiky, především křest a s ním spojené obřady (např. pomazání). Některé, jako rituál s vodou odkazují na mimosvětskou mystickou zkušenost, jiné jsou přirozeně chápané jako odkazy na fyzické rituály. Celkově však rituál křtu, začlenění, představuje nové, „vyvolené“ sociální postavení a identitu.

## Setovská kosmogonie
Tímto složitým a obsáhlým systémem se zabýval Kurt Rudolph, který jej následně stručně charakterizoval a vytvořil tak základní, standardní a synchronní setovský mýtus:
Svět sestává ze tří elementů či kořenů, Světla, Tmy a Ducha. Na počátku existovalo vodstvo či jednotná hmota, která představovala původní spojené Světlo a Tmu: spodní tmavé vodstvo symbolizovalo Tmu, zlo a chaos, bílá masa nahoře zase Světlo. Světlo pak byla myšlenka plná slyšení a slova (Logos). Mezi nimi se volně pohyboval pokojný čistý duch (Pneuma) či Vítr (Anemos), jehož syčení se podobalo syčení hada, a proto byl často nazýván Hadem. Světlo se mu zjevovalo v podobě Syna neposkvrněného Světla, který vede v temnotě.
Paprsek světla však pronikl do Tmy a Vítr se spojil s Tmou. Z tohoto střetnutí vznikla ženská bytost Matka a také Nebe a Země, s podobou mateřského lůna. Potom Had s božskou Matkou zplodili Člověka. Z vod Tmy však vzešel druhý Vítr, který má také podobu hada a je prapříčinou všeho, jelikož druhým oplodněním, tentokrát v nečistém lůnu přírody, vznikl fyzický člověk a jeho intelekt (nús) upadl do hmoty, byl spoután tělesností a zapomněním.
Aby dovedl Nús k přirozenosti s Tvůrcem a kosmem, a aby se tak člověk mohl vysvobodit z těla, sestoupil na zemi Logos. Přijal podobu hada, který byl vnímaný jako zlý duch, aby tak oklamal zlé mocnosti (demiurga, podvodné a svádivé duchy). Vešel proto do nečistého lůna přírody, ale omyl se vodou z Jordánu a vypil pohár vody života. V tomto aktu ho lidé mají následovat, jelikož se při něm odkládá podoba otroka a naopak přijímá ta nebeská.
Prvního člověka, Adama, reprezentují jeho tři synové. Ábel a Kain jsou vládci nad prvotními elementy (tělem a látkou) a také symbolizují dvě skupiny andělů, kteří vzájemně bojují o moc a přináší tak na svět utrpení. Třetí Set byl pak vybrán božskou Matkou jako nositel čistoty a spásy.

## Texty setovského korpusu
Za ústřední gnostický text a nejvýznamnější spis setovské gnóze je považována Tajná kniha Janova. Jedná se o apokalypsu, která představuje „základní“ gnostický mýtus. Dochovala se ve čtyřech exemplářích, dvou kratších (NHC III/1; BG I) a dvou dlouhých verzích (NHC II/1; NHC IV/1).
Zjevení Adamovo (NHC V/5) je rovněž apokalypsou, ale zároveň i závětí, kterou Adam před svou smrtí předává svému synovi Setovi. Hlavním tématem je tak zjevení skrytého poznání. Dalším traktátem setovského korpusu je Protennoia ve třech tvarech (NHC XIII/1). Text vykazuje složitý literární vývoj a sestává ze tří samostatných částí – zjevených řečí o Protennoie, emanaci prvního božstva. Se spisy Zjevení Adamovo a Zostriános ji pojí zájem o výklad křtu a užití motivu andělských jmen.
Traktát Podstata archontů (NHC II/4) pojednává o působení nižších božských bytostí. Jedná se o gnostický mýtus židovského původu, který byl později christianizován.
Nórea (NHC IX/2) je krátkým spisem, jehož původní titul se nedochoval. Bývá označován také jako Myšlenka Nórey nebo Óda na Nóreu. Žánrově se nejvíce podobá hymnu, ale naproti tomu podává souvislý mytologický příběh.
Spis Marsanés (NHC X/1) je apokalypsou, která se mimo jiné zabývá spekulacemi o poměru písmen k částem duše a andělů.
Tři Setovy stély (NHC VII/5) tvoří třídílný hymnus a chvalozpěvy na tři základní úrovně božské bytosti. Je pokládaný za Dositheovo sdělení.
Zóstrianos (NHC VIII/1) je zjeveným spisem, známým také pod řeckým názvem Nauky pravdy Zóstriana, boha pravdy či Nauky Zoroastrovy. Zvěstované poznání je odvozeno z nanebevstoupení Zoroastrova, který byl v antice považován a učitele moudrosti.
O zjevení Joela svému synovi pojednává traktát Allogenés (NHC XI/3) neboli Cizinec. Stejně jako spisy Marsanés, Zostriános či Tři stély Setovy se spíše než gnostickému mýtu pádu a spásy věnuje výstupu do nebe.
Evangelium Egypťanů (NHC III/2; NHC IV/2) je traktát, často označovaný také jako Svatá kniha velkého neviditelného Ducha. Existuje ve dvou paralelních verzích. Vykazuje prvky christianizace a paralely se Zjevením Adamovým. Pojednává o osudu gnostiků ve světových dějinách.
Traktát Melchísedek (NHC IX/1) je zjeveným spisem, žánrově velmi blízký apokalypse. Zřejmě se jedná o dodatečně „setizovaný“ text.

## Vztahy a paralely s jinými nábožensko-filozofickými proudy
V setovských textech se objevuje řada prvků, které lze najít i v jiných dobových náboženských směrech, což svědčí o značné provázanosti tehdejšího „duchovního světa“. Například prvky typické pro křesťanskou nauku, jako důraz na křest a pokání v některých dílech (není však vždy jasné, zda nejde o pozdější christianizaci).
Z judaismu setovci mimo jiné přebírají dualismus, který tvoří základ jejich kosmogonie. V podstatě celá setovská gnóze se však vyznačuje výraznými prvky židovské apokalyptiky.
U simónovců, stejně jako u setovců nalézáme společné části mýtu o božstvu Člověk, což značí starší společný zdroj, ze kterého oba směry čerpaly. S naasejci a peraty zase setovci sdíleli myšlenku trojice základních principů či „kořenů“, z nichž vznikl svět.
Další skupinou, blízkou svým učením setovcům, byli ofité. Nicméně z pramenů není jasné, zda k podobnosti došlo díky počátečním podobným základům nebo až následkem dlouhodobějšího vzájemného ovlivňování těchto skupin.
Pro mnoho gnostických směrů je důležitá postava božské Moudrosti – Sofie, často ztotožňované s ženským božským principem Barbeló. V raném setovském učení pak nejspíše došlo ke ztotožnění nebeské Moudrosti s pramáti Evou.

## Hypotetická historie setovského hnutí[31]
Vnímání setovců odborníky se poměrně liší, zatímco Britové a Francouzi mají sklon setovské hnutí považovat za jistou formu jinověrné křesťanské úvahy, většina Američanů a Němců na něj nahlíží jako na, původem i strukturou židovský, ale zároveň i samostatný, synkretický, heterodoxní fenomén.
Obecná shoda však panuje v otázce vzájemných interakcí a podobností setovské tradice s křesťanstvím a platonismem, kterou je možné sledovat a dokázat na fázích předpokládaného historického vývoje:
Setovské hnutí pravděpodobně vzniklo ve druhém století n. l. spojením dvou rozdílných skupin. První skupina (pravděpodobně) židovské kněžské linie, se vyznačovala především meditativními a očišťovacími praktikami spojenými se službou nebeskému chrámu. Druhá skupina, setité či setovci, vycházela z předpovědí biblických vykladačů, stylizovala se jako „sémě Setha“, svého domnělého zakladatele a měla unikátní osvícenskou úlohu i sociální status. První, židovská skupina vytvořila Protoneiu, předmluvu k Janově apokalypse, druhá pak vytvořila antropogonii, která je typická pro Tajnou knihu Janovu, Podstatu archontů či Adamovo zjevení.
V polovině druhého století došlo díky sblížení jistých křesťanských baptistických skupin k pokřesťanštění barbelitů. Krista považovali za sebevytvářejícího syna (Autogena) božské Barbeló s posvátným neviditelným Duchem křesťanství. Mohlo se jednat o skupinu, která dokončila teogonii a soteriologii běžnou pro Tajnou knihu Janovu a epické části Protennoii ve třech tvarech.
Později v tomto století došlo ke spojení pokřestěných barbelitů se setovci, což vedlo k připodobňování Krista a Seta, jako nositelů poznání a pravého obrazu Boha, zjeveného na svět jako Logos. Právě tito „gnostičtí setovci“ pak dokončili texty Protennoia ve třech tvarech, Tajnou knihu Janovu, Zjevení Adamovo, Melchísedek a Podstata archontů do nám známé podoby, zkompletovali Evangelium Egypťanů a pravděpodobně i Noreu.
Ke konci druhého století se setovci od křesťanství postupně vzdalovali. Vznikaly větší ortodoxní polemiky, které odmítaly dokétickou setovskou interpretaci Krista. Právě v tomto období vznikly jednoznačně polemické pasáže přidané do Protennoii ve třech tvarech a Zjevení Adamova.
Počátkem třetího století bylo „setovství“ univerzálně odmítáno hereziology a zároveň silně přitahováno rozjímavými, individualistickými praktikami platoniků. To pozvolna vedlo k zájmu o vlastní původ a historii, uvědomění si vlastní skupinové i společenské identity. Tato fáze by mohla charakterizovat vznik spisů Tři Sétovy stély, Zoroastriános a Allogenés.
V průběhu tohoto století se setovci, pod vlivem odmítání a útoků Plotína a dalších platoniků, odcizili i od ortodoxního platonismu. Pravděpodobně došlo k vytvoření spisu Marsanés a sjednocení textu Bruceho Codex. V první polovině čtvrtého století se setovské hnutí stále více rozmělňovalo do jednotlivých derivací a gnostických skupin, jako byli archontici, audiáni, barborité, stratiotici či fibionité, některé z nich pak přetrvaly až do středověku.
Tato hypotetická šestifázová historie vývoje setovců (cca 2. – počátek 4. stol. n. l.) se odehrála v rámci tří různých sociálně-historických náboženských kontextů, které se nemusely nutně vzájemně vylučovat:
1. Helenistická fáze judaismu období druhého chrámu – prostředí pro barbelitánské úvahy o moudrosti a setovské úvahy o Setovi a jeho potomstvu
2. Křesťanství prvního a druhého století – prostředí, ve kterém dochází k pokřesťanštění interpretace Setha
3. Střední a pozdní neoplatonismus – prostředí důležité pro vývoj transcendentní metafyziky různých setovských pojednání, především rozprav